# Ichneumon bicolor
Ichneumon bicolor là một loài tò vò trong họ Ichneumonidae.